# Piper Aerostar

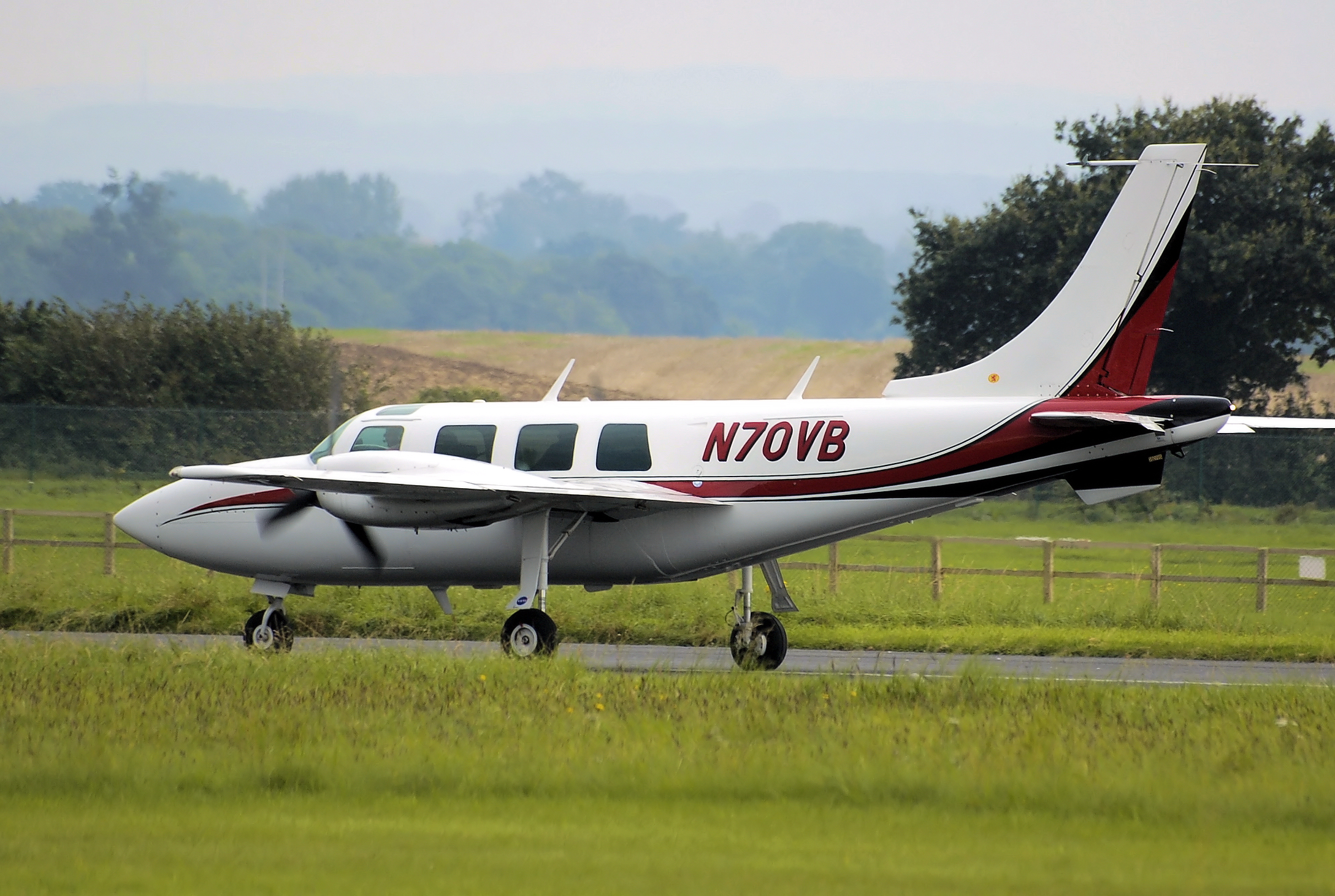
Piper PA-60 Aerostar, gebouwd in 1977

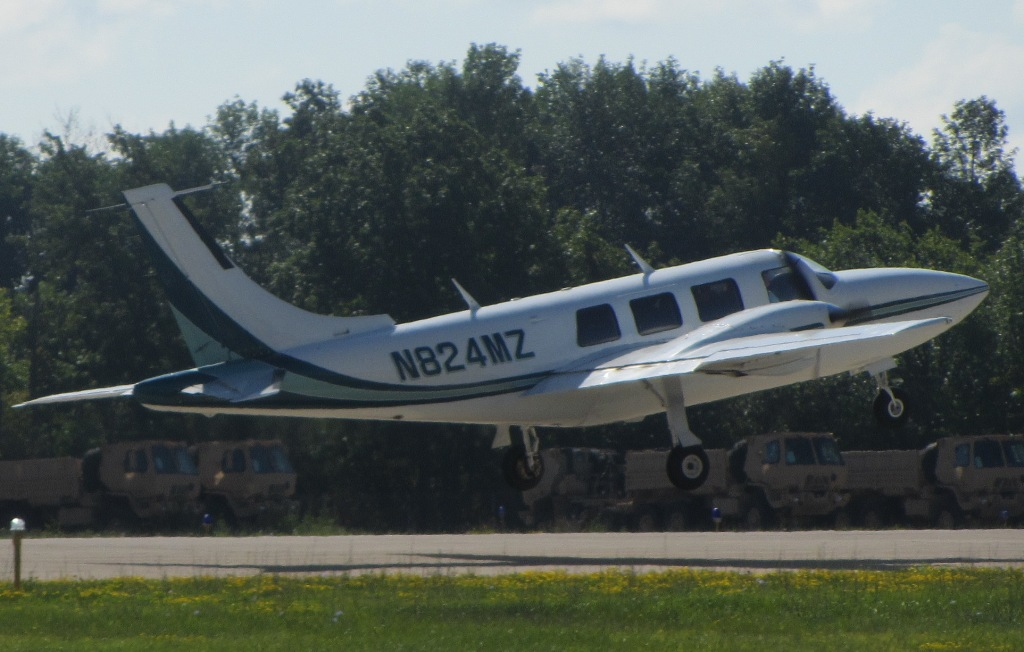
Piper Aerostar uit 1980

De  Piper Aerostar  (ook bekend als Ted Smith Aerostar) was een Amerikaans tweemotorig middenvleugel passagiersvliegtuig, ontwikkeld en geproduceerd door de Ted Smith Aircraft Company, welke via diverse eigenaren in 1978 is overgegaan naar de firma Piper Aircraft. Het toestel wordt voortgedreven door twee Lycoming zescilinder zuigermotoren. Het toestel had zes zitplaatsen en maakte zijn eerste vlucht in 1967. Er zijn in totaal 1010 stuks gebouwd. De productie kwam in 1984 ten einde.

## Ontwerp en historie
Ontwerper Ted Smith ontwierp de Aerostar als een luxe tweemotorige zeszitter die afstanden kon afleggen met een hoge kruissnelheid. Tijdens de productieperiode had het toestel het snelheidsrecord in handen voor tweemotorige vliegtuigen met zuigermotor. Het toestel haalde een kruissnelheid van 408 km/u (eerste 600 modellen) tot 483 km/u voor de latere 700 modellen. De lichte constructie, lage luchtweerstand en het grote motorvermogen zorgden ook voor hoge klimsnelheden.

## Varianten
Model 360Eerste prototype uit 1966, voortgedreven door twee 180 pk Lycoming IO-360 motoren.
Model 400Modificatie eerste prototype met twee 200 pk IO-360 motoren.
600Eerste productiemodel met twee 290 pk Lycoming IO-540 motoren. 282 stuks geproduceerd door vier verschillende bedrijven.
600AModel 600 met kleine detailwijzigingen.
600EAanduiding voor toestellen die verkocht werden in Europa.
601(later PA-61): Dit vliegtuig heeft nog steeds het snelheidsrecord in handen voor een tweemotorig productiemodel 600 met turbogeladen zuigermotoren. 117 stuks gebouwd.
601B(later PA-61): Model 601 with grotere spanwijdte, 44 stuks gebouwd.
601P(later PA-61P): 601-versie met drukcabine (P voor Pressurised) en met een hoger startgewicht. 492 gebouwd.
602PSequoia (later PA-60): Door Piper Aircraft ontworpen versie van de 601P met twee 290 pk Lycoming TIO-540-AA1A5 motoren, 124 geproduceerd.
621Prototype van de Aerostar met drukcabine uitgerust met twee 310 pk TIO-540 motoren, één gebouwd in het midden van 1969.
700Superstar: Prototype met verlengde romp en twee IO-540M motoren.
700P602P met contra-roterende Lycoming TIO-540-U2A motoren, 26 gebouwd, ook aangeduid als P-60
702PNieuwe modificatie van de 700P met een verstevigd neuswiel, geschikt voor een hoger startgewicht.
800601P met een verlengde romp en grotere staart, uitgerust met twee 400 pk Lycoming motoren, één stuks van gebouwd.
Speedstar 850Gemodificeerde versie waarbij de twee zuigermotoren waren vervangen door één in de neus gemonteerde turboprop.

## Trivia
In de film American Made, over het avontuurlijke leven van de piloot Barry Seal, speelt de Piper Aerostar een belangrijke bijrol als snelle bushplane voor drugs- en wapensmokkel. 